# John Griggs Thompson
John Griggs Thompson (Ottawa (Kansas), 13 oktober 1932) is een Amerikaans wiskundige die bekend is geworden door zijn werk op het gebied van de eindige groepen. In 1970 kreeg hij de Fields-medaille en in 2008 de Abelprijs.

## Biografie
Thompson haalde in 1955 zijn B.A. van de Yale-universiteit, in 1959 promoveerde hij aan de Universiteit van Chicago. Hij schreef zijn proefschrift onder supervisie van Saunders Mac Lane. Na enige tijd gewerkt te hebben bij de wiskundefaculteit van de Universiteit van Chicago, verkaste hij in 1970 naar de Rouse Ball leerstoel in de wiskunde aan de Universiteit van Cambridge, Engeland. Weer later vertrok hij naar de Universiteit van Florida als een Graduate Research Professor. Op dit moment is hij professor emeritus in de zuivere wiskunde van de Universiteit van Cambridge, en professor in de wiskunde aan de Universiteit van Florida. In 2008 ontving hij samen met Jacques Tits de Abelprijs.

## Werk
In zijn proefschrift introduceerde Thompson reeds krachtige en innovatieve technieken, waarmee hij een oplossing vond voor een probleem in de eindige groepentheorie, dat reeds zestig jaar openstond, de nilpotente groep van een Frobenius-kern.
Thompson werd een sleutelfiguur in de voortgang naar de classificatie van eindige enkelvoudige groepen. In 1963 bewees hij samen met Walter Feit in de 'Oneven orde' publicatie dat alle niet-abelse, eindige, enkelvoudige groepen van een even orde zijn. Deze publicatie vulde een gehele uitgave van de Pacific Journal of Mathematics. Zijn monumentale N-groep publicatie, classificeerde alle eindige enkelvoudige groepen, waarvoor de normalisator van elke niet-identiteits oplosbare deelgroep oplosbaar is. Hieruit volgt als een bijproduct de classificatie van alle minimale eindige simpele groepen (die voor wie elke echte subgroep oplosbaar is). Dit werk had grote invloed op de latere ontwikkelingen in de classificatie van eindige simpele groepen en werd door Richard Brauer aangehaald tijdens de prijsuitreiking van Thompsons Fields-medaille, die hem in 1970 (Proceedings van de Internationaal Wiskundecongres) in Nice werd toegekend.
De Thompson-groep Th is een van de zesentwintig sporadische eindige simpele groepen. Thompson heeft ook belangrijke bijdragen geleverd aan het inverse Galois probleem. Hij heeft een criterium gevonden om te bepalen of een eindige groep een Galoisgroep is. Dit criterium impliceert dat de monster simpele groep een Galoisgroep is.

## Verdere erkenning
In 1971 werd Thompson gekozen in de United States National Academy of Sciences. In 1982 kreeg hij de Senior Berwick Prijs van de London Mathematical Society, en in 1988 ontving hij een Doctor of Science van de Universiteit van Oxford. Thompson ontving in 1992 de Wolf Prize en kreeg in 2000 de Amerikaande National Medal of Science. Hij is een lid van de Royal Society (Doctor of Science), en een ontvanger van de Sylvester Medaille.